# Corazón Latino
Corazón Latino é o álbum de estreia do cantor e compositor espanhol David Bisbal. Foi lançado em 15 de outubro de 2002, incluindo 11 faixas, que abrangem gêneros musicais como baladas e o pop latino. O álbum foi gravado em Miami e produzido por Kike Santander, conseguiu vender mais de um milhão cópias em apenas seis meses, graças a canção "Ave María" e "Lloraré las Penas". Um ano depois de seu lançamento, o álbum já superava um milhão e meio de cópias vendidas.

## Faixas
| Edição padrão |                                |                                             |         |  |
| N.º           | Título                         | Compositor(es)                              | Duração |  |
| 1.            | "Ave María"                    | Kike Santander/Gustavo Santander            | 3:31    |  |
| 2.            | "Dígale"                       | Christian Leuzzi/G. Santander               | 4:24    |  |
| 3.            | "Un Amor Que Viene y Vá"       | Daniel Betancourt/K. Santander/G. Santander | 3:44    |  |
| 4.            | "Fuiste Mía"                   | José Gaviria/Ximena Muñoz/Bernardo Ossa     | 4:04    |  |
| 5.            | "Lloraré Las Penas"            | Rayito/José Miguel Velásquez                | 4:00    |  |
| 6.            | "Quiero Perderme en Tu Cuerpo" | K. Santander                                | 3:59    |  |
| 7.            | "Como Será"                    | K. Santander/G. Santander                   | 3:58    |  |
| 8.            | "Vuelvo a Ti"                  | Gaviria/K. Santander                        | 3:41    |  |
| 9.            | "Por Ti"                       | K. Santander/G. Santander                   | 4:06    |  |
| 10.           | "Por Cuanto Tiempo"            | K. Santander                                | 3:54    |  |
| 11.           | "Corazón Latino"               | Jordi Cubino                                | 2:55    |  |

## Certificação
| País                                | Certificação | Vendas     |
| ----------------------------------- | ------------ | ---------- |
| Argentina - CAPIF                   | Ouro         | 20.000+    |
| Argentina - CAPIF (Edição limitada) | Ouro         | 20.000+    |
| México - AMPROFON                   | ouro         | 75.000+    |
| Espanha - PROMUSICAE                | 13× Platina  | 1.300.000+ |
| Estados Unidos - RIAA               | Platina      | 100.000+   |
| União Europeia - IFPI               | Platina      | 1.000.000+ |

### Paradas Musicais
| Tabela musical (2003)/(2004)               | Melhor posição |
| ------------------------------------------ | -------------- |
| Espanha (TOP100ALBUMES)                    | 4              |
| Inglaterra US Billboard (Top Latin Albums) | 13             |
| Inglaterra US Billboard (Top Heatseekers)  | 41             |
| Inglaterra US Billboard (Latin Pop Albums) | 6              |